# Antonio Franchini
Antonio Franchini (Napoli, 1958) è un curatore editoriale e scrittore italiano.

## Biografia
Laureato in Lettere, negli anni 1980 si trasferì dalla natìa Napoli a Milano, iniziando a lavorare come insegnante di lettere al Liceo Scientifico Giordano Bruno di Melzo, passando poi, dopo un solo anno di insegnamento, al Reader's Digest. Fu poi assunto dalla Arnoldo Mondadori Editore, inizialmente affiancando Ferruccio Parazzoli come curatore: è divenuto, nel 1991, curatore editoriale della narrativa italiana per la casa editrice milanese.
Come scrittore ha pubblicato prevalentemente per Marsilio; ha vinto il Premio Bergamo nel 1997, il Premio Fiesole Narrativa Under 40 e il Premio Mondello Autore italiano nel 2003.
A ottobre 2015 lascia la Mondadori per occuparsi della narrativa, della saggistica e della varia non illustrata per Giunti Editore.

## Opere

### Narrativa
- Camerati: quattro novelle sul diventare grandi, Milano, Leonardo, 1992 ISBN 978-8835510840
- Quando scriviamo da giovani, Salerno, Sottobraccia, 1996
- Quando vi ucciderete, maestro?, Venezia, Marsilio, 1996
- Acqua, sudore, ghiaccio, Venezia, Marsilio, 1998
- Un eroe di un altro tempo: racconto su un personaggio, 18 fermate, Milano, Subway, 1998
- L'abusivo, Venezia, Marsilio, 2001
- Cronaca della fine, Venezia, Marsilio, 2003
- Signore delle lacrime, Venezia, Marsilio, 2010
- Memorie di un venditore di libri, Venezia, Marsilio, 2011
- Il vecchio lottatore, Milano, NN, 2020
- Il fuoco che ti porti dentro, Venezia, Marsilio, 2024

### Saggi
- Leggere, possedere, vendere, bruciare, Venezia, Marsilio, 2022

### Curatele
- Racconti erotici dell'800, Milano, Mondadori, 1994
- Mompracem!, Milano, Mondadori, 2011 (con Ferruccio Parazzoli e Vittorio Sarti)
- Gladiatori, Milano, Mondadori, 2005
- Combat, Milano, Mondadori, 2006

### Traduzioni
- Raymond Chandler, Playback, Milano, Mondadori, 1988